# ABC-Inseln
ABC-Inseln (niederländisch: ABC-eilanden, auch Benedenwindse Eilanden; Papiamentu: Islanan ABC) ist die Bezeichnung für die Inselgruppe Aruba, Bonaire und Curaçao, die geografisch zu den Inseln unter dem Winde gehören. Geologisch gehören sie zu Südamerika, da sie auf dem südamerikanischen Festlandsockel liegen. Neben diesen drei Hauptinseln gibt es die unbewohnten Nebeninseln Klein Curaçao und Klein Bonaire.
Aruba und Curaçao sind autonome Länder innerhalb des Königreichs der Niederlande, Bonaire gehört als Besondere Gemeinde direkt zum Land Niederlande.

## Geschichte
Erstmals niederländisch wurden die Inseln durch die Eroberungen der Niederländischen Westindien-Kompanie im 17. Jahrhundert. Im Anschluss wechselten die Inseln unterschiedlich oft die Zugehörigkeit zu Großbritannien, Frankreich und den Niederlanden.
Durch den Britisch-Niederländischen Vertrag von 1814 kamen die Inseln 1816 endgültig in niederländischen Besitz. Die Kolonie Curaçao en Onderhorigheden umfasste Curaçao, Aruba und Bonaire. 1828 wurde diese mit der Kolonie Sint Eustatius en Onderhorigheden, die die Inseln über dem Winde Sint Eustatius, Saba und Sint Maarten in der nordöstlichen Karibik umfasste, und der Kolonie Suriname zu einer Kolonie Gouvernement-Generaal van's rijks West-Indische bezittingen zusammengelegt und von Paramaribo in Suriname aus verwaltet. 1845 wurde diese Kolonie wieder aufgespalten. Die Kolonie Curaçao en Oderhorigheiden umfasste fortan Curaçao, Aruba, Bonaire, Sint Eustatius, Sint Maarten und Saba.
1948 wurde die Kolonie in Niederländische Antillen umbenannt.
1951 erhielten die Inseln durch die Eilandenregeling Nederlandse Antillen innerhalb der Kolonie eigene Regelungsbefugnisse.
Ende 1954 erhielt die Kolonie Niederländische Antillen durch das Statuut voor het Koninkrijk der Nederlanden (deutsch: Charta des Königreichs der Niederlande, nicht zu verwechseln mit dem Grundgesetz für das Königreich der Niederlande) den Status eines nach innen autonomem Landes des Königreichs.
1986 schied Aruba aus dem Land aus und bildete fortan ein eigenständiges Land innerhalb des Königreichs.
Am 10. Oktober 2010 wurde das Land Niederländische Antillen aufgelöst. Es entstanden die innerhalb des Königreichs nach innen autonomen Länder Curaçao und Sint Maarten sowie die zum Land Niederlande gehörenden Besonderen Gemeinden Bonaire, Sint Eustatius und Saba. Die Gesamtheit der Niederländischen Karibik heißt seither offiziell Caribisch deel van het Koninkrijk.

## Geographie
Die Inselgruppe ist der venezolanischen Küste vorgelagert.
- Aruba ↔ Coro: 129,25 km
- Bonaire ↔ Coro: 178,81 km
- Curaçao ↔ Coro: 114,51 km

Die kürzeste Distanz zwischen einer ABC-Insel und Venezuela ist die zwischen Aruba und Piedras Negras, Halbinsel Paraguaná, Falcón, und beträgt ca. 24 km.

## Klima
Die Inseln gehören wie Trinidad und Tobago und die venezolanischen Inseln vor der südamerikanischen Küste zu den Inseln unter dem Winde, dem südlichen Teil der Kleinen Antillen. Dies gibt auch Rückschluss auf das Klima: es ist trocken und wüstenartig.

## Sprachen
Auf den ABC-Inseln wird neben Niederländisch die auf Spanisch und Portugiesisch basierende Kreolsprache Papiamentu gesprochen.